# Martha Catalina Daniels
Martha Catalina Daniels Guzmán (Girardot, 24 de septiembre de 1952-Zipacón, 2 de marzo de 2002) fue una abogada y política colombiana. 
Es recordada por haberse convertido en la primera mujer senadora asesinada en Colombia, en una acción inicialmente atribuida a grupos guerrilleros, pero que se descubrió fue ordenada por su propia hermana por asuntos económicos.

## Iniciativas legislativas
- «Por medio de la cual se reglamenta la información, la notificación y registro de programas educativos de pregrado y postgrado en el Sistema Nacional de Información de la Educación Superior», el 25 de septiembre de 2001. Archivado en debate.
- «Por medio del cual se regula el cobro de los servicios públicos domiciliarios», el 31 de julio de 2001. Archivado por tránsito de legislatura.
- «Por medio de la cual la Nación se asocia a la celebración del nonagésimo octavo aniversario de la fundación del municipio de Albán, departamento de Cundinamarca, y se dictan otras disposiciones. [98 años de Albán, Cundinamarca]», el 31 de julio de 2001. Sancionado como la Ley 953 de 2005.[2]
- «Por la cual se regula el sistema prestacional por fallecimiento de los miembros de la Fuerza Pública, alumnos de las escuelas de formación y sus equivalentes en la Policía Nacional, personal que presta el servicios militar obligatorio, personal civil al servicio del Ministerio de Defensa Nacional, de las Fuerzas Militares y personal no uniformado de la Policía Nacional, vinculado con anterioridad a la vigencia de la Ley 100 de 1993 y se dictan otras disposiciones», el 31 de julio de 2001. Archivado por tránsito de legislatura.